# Viksjö, Järfälla kommun

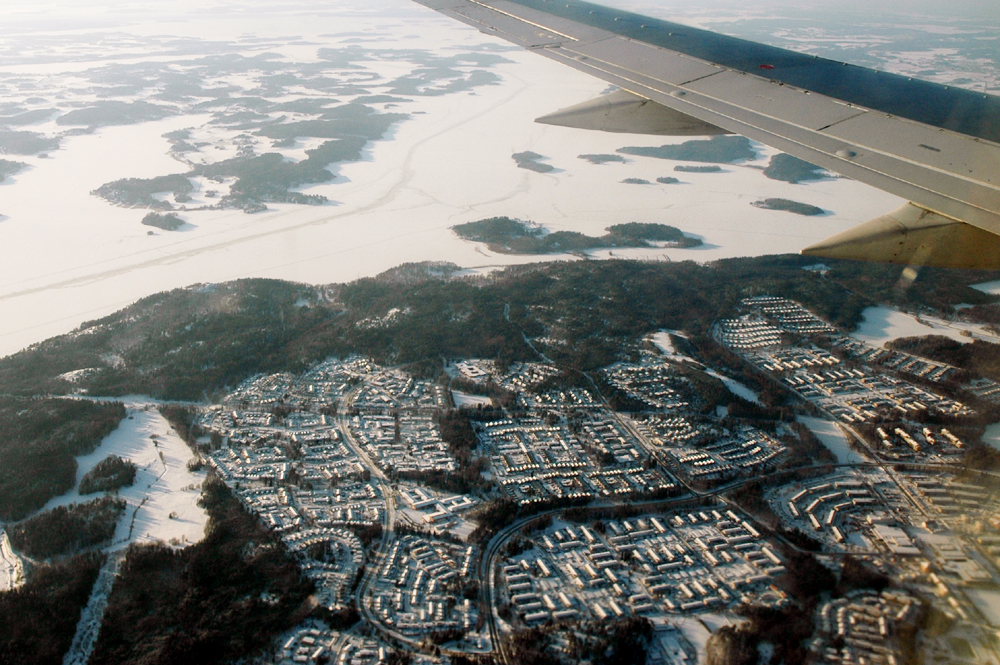
Vy över Viksjö. Flygfoto från 2007.

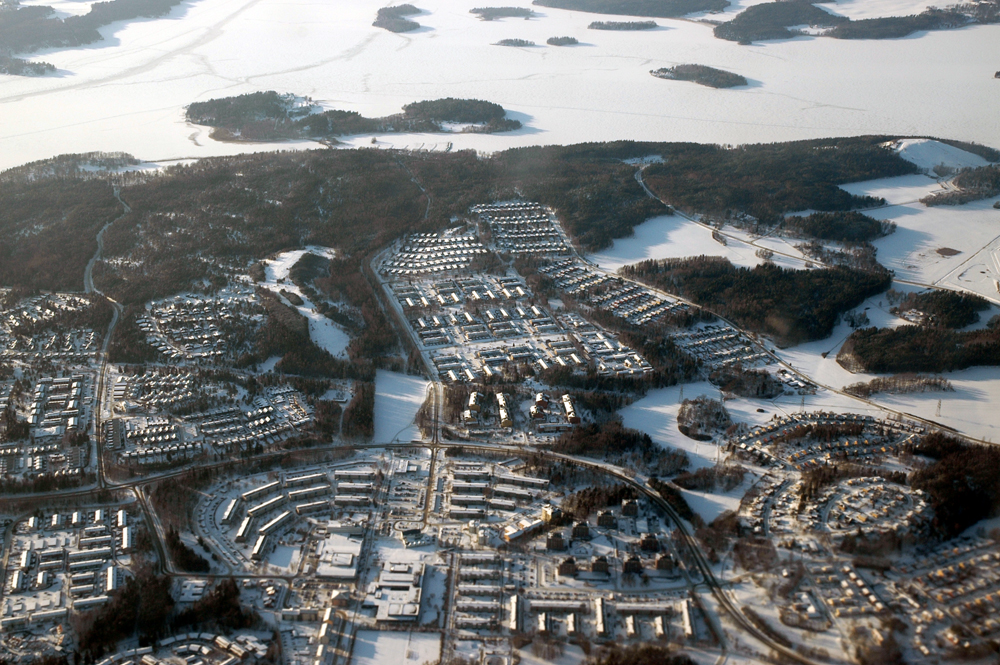
Vy över Viksjö. Flygfoto från 2007.

Viksjö är en kommundel i Järfälla kommun i Stockholms län.
Viksjö har en area på cirka 11 km² och består framförallt av småhusbebyggelse från 1960-, 1970- och 1980-talen. Namnet Viksjö kommer från Viksjö gård med anor från förhistorisk tid. Ortnamnet är en förvanskning av ett ursprungligt Vikhusa, som förekommer redan på en runsten från 1000-talet (U 92). Viksjö gård såldes 1921 till Viksjö AB som bedrev jordbruk i området. Ett byggkonsortium köpte sedermera gården och 1963 inleddes exploateringen av området. Viksjö består delvis av naturområden.
Viksjö hade 2016 en befolkning på 15 725 invånare och utgör en del av tätorten Stockholm.
I Viksjö ligger bland annat grönområdet Hummelmora med Hummelmoraberget. Stora delar av Viksjö gränsar till Görvälns naturreservat, som i väster följer Mälaren från söder vid Törndal och Henriksdal vid Gåseborg på Gåsberget förbi Hummelmora hage, Sandudden, Baset, Görvälnsbadet, Bruket, Görvälns gård, Dikartorp och fram till Kallhällsbadet.
Viksjö är den senast utbyggda kommundelen i Järfälla. Viksjö gränsar i norr mot Jakobsberg, i öster mot Veddesta, i söder mot Barkarby, Skälby och Hässelby villastad och i väster mot Mälaren.
Under 1960- och 1970-talen hörde Viksjö till de mest uppmärksammade stadsplaneringsprojekten, och publiciteten var inte alltid positiv. Det fysiska arbetet utfördes av en privat markägare och kommunen upprättade formella planer. Därefter övertogs marken av enskilda köpare och av kommunen. Byggnadskostnaderna ökade under arbetets gång samtidigt som småhusköerna växte. Hela tiden försökte exploatören förtäta bebyggelsen. De olika partierna ville ha en så kallad integrerad och differentierad bebyggelse. Exploateringsavtalet föreskrev ett visst antal rumsenheter och detta innebar att varje inskränkning, som till exempel i Hummelmora, innebar en förtätning eller exploatering någon annanstans.
Huvudidén i det första förslaget till dispositionskrav upprättades 1963 och enligt beskrivningen var det "att skapa en konsekvent utformad låghusstad med möjlighet att erbjuda olika bostadsformer i radhus, kedjehus och villor, avpassade efter de krav som ställdes på morgondagens samhälle."
Den första detaljplanen fastställdes 1967 efter att dispositionsplaneförslaget hade reviderats ett par gånger. Byggnadsföretaget SIAB var huvudexploatör i Viksjö. Skånska Cementgjuteriet kom också senare in i husproduktionen och de kom att svara för omkring en fjärdedel av den totala produktionen.
Viksjö är en stadsdel i Järfälla kommun, strax utanför Stockholm, och har en befolkning som speglar Sveriges mångfald.
I förhållande till det stora antalet bostäder som har uppförts är Viksjö planerat och bebyggt under en mycket kort tidsrymd. Här finns en rik variation på många av 1960- och 1970-talens vanligaste hustyper. Detta framgår i såväl de enskilda husens utformning och kvalitet som i ambitionen i de olika delområdenas planering. De olika områdena byggdes på olika sätt. De hus som SIAB byggde levererades i storelement som monterades på platsen. Däremot byggde Skånska Cementgjuteriet sina hus på plats. Skånska Cements områden har en i flera avseenden mer varierad bebyggelse, vilket kan avläsas i att den är bättre anpassad till terrängen.
Viksjö byggdes under miljonprogrammets tid, med hjälp av statliga lån. Byggnadsytan fick därför inte överstiga 140 kvadratmeter, vilket i viss mån styrde utformningen.
Utbyggnaden i Viksjö var en av de största småhusexploateringarna i landet. Ett hus om dagen stod klart när byggnadsverksamheten pågick som mest intensivt, allt skedde mycket snabbt. Folkmängden ökade från 4 992 till 12 947 personer mellan 1970 och 1980. Hela det färdigbyggda Viksjö omfattade omkring 5 500 lägenheter av vilka 70 procent låg i småhus och 30 procent i flerfamiljshus.
Vad gäller antalet bostäder eller proportionerna mellan de olika bostadstyperna blev det inte som man ursprungligen hade planerat. Enligt planerna skulle utbyggnaden ta 12 år, men den kom att ta 18 år. Under denna långa tid blev förutsättningarna annorlunda, idéer blev inaktuella, mycket hann hända och andra behov gjorde sig gällande. Av de från början planerade 12 000 invånarna blev det 16 300, eftersom man gjorde en förtätning av byggnationen.
De senaste åren har en ytterligare förtätning skett med både lägenheter och äldreboende i Viksjö centrum. Viksjö är idag inne i generationsväxling, där många äldre flyttar från sina hus till lägenheter.

## Historik, bebyggelse

### Exploatering av marken kring Viksjö gård

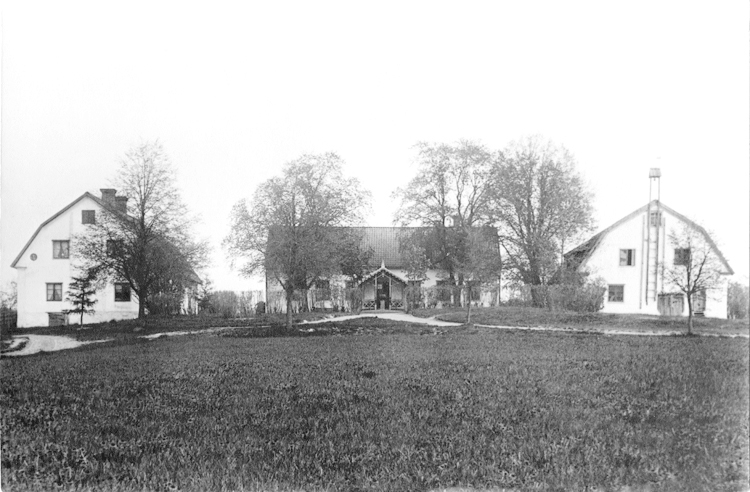
Viksjö gård vid 1900-talets början. Bilden tagen före huvudbyggnadens ombyggnad.

Redan i början på 1920-talet började en exploatering av marken kring Viksjö gård att exploateras, men kom igång först på 1960-talet. En av orsakerna till att planerna inte realiserades tidigare var att Viksjö gård låg långt från järnvägar och större vägar. På grund egendomens läge var därför en privat exploatering osannolik under tiden före bilismens genombrott. Områdets framtid diskuterades dock tidigt, men det var således först sedan bilen blivit ett allmänt kommunikationsmedel som det blev gynnsamt att exploatera området.
Kommunalfullmäktige granskade redan 1935 ett regionplaneförslag för Stor-Stockholm. I den planen förslogs det att Görväln och Viksjö skulle bli naturreservat. Fullmäktige föreslog i stället en väg utmed Mälarstranden mellan Lövsta och Stäket och de ville då enbart reservera Gåsberget som naturreservat. Före 1967 utgjorde bebyggelsen i Viksjö endast av Viksjö gårds byggnader och Vattenverksförbundets byggnader, Görvälns vattenverk, på Skäftingeholmen.
Tätortsutvecklingen i Järfälla har bestämts av järnvägen. Det är bara Järfällas senaste bebyggelseområde, Viksjö, som har tillkommit oberoende av Västeråsbanan (Stockholm–Västerås–Bergslagens Järnvägar). Därför är det ingen tillfällighet att Viksjö så länge förblev jordbruksmark. Under tiden före andra världskriget var några av förutsättningarna för Järfällas tätortsutveckling att statliga åtgärder vidtogs för att hjälpa arbetare och lägre tjänstemän att bygga egna hem. I de olika tätorterna styrde lokala förhållanden därutöver utvecklingen.

### Utbyggnadsplaner under 1950-talet
År 1951 kom den första generalplanen där en utbyggnad av Viksjö fanns medtagen. Då framlades generalplaneförslaget för Järfälla kommun. Där presenterades för första gången en tätbebyggelsestudie över Viksjö. Fram till slutet av 1950-talet förhandlade sedan Järfälla kommun utan resultat med ägaren Viksjö AB om ett köp av egendomen. 1963 köptes istället gårdens ägor med undantag av huvudbyggnaden med flyglar och trädgård, av fastighetsbolaget Småhusstaden. 
I generalplanen för 1952 föreslogs bebyggelsen i Viksjö skulle få en begränsad utbredning intill Jakobsberg och då med en blandning av villor, radhus och viss småindustri. Generalplaneförslaget från 1959 visade bebyggelse i Viksjö med större likheter med det som senare förverkligades. Området genomkorsades av en trafikled, vars norra halva liknade Viksjöleden, men som fortsatte söderut mot Lövsta, dessutom saknade området flerfamiljshus. I generalplanen förenade en andra väg mellersta Viksjö med nuvarande Veddesta.

### Generalplan för Sveriges största småhusstad 1963

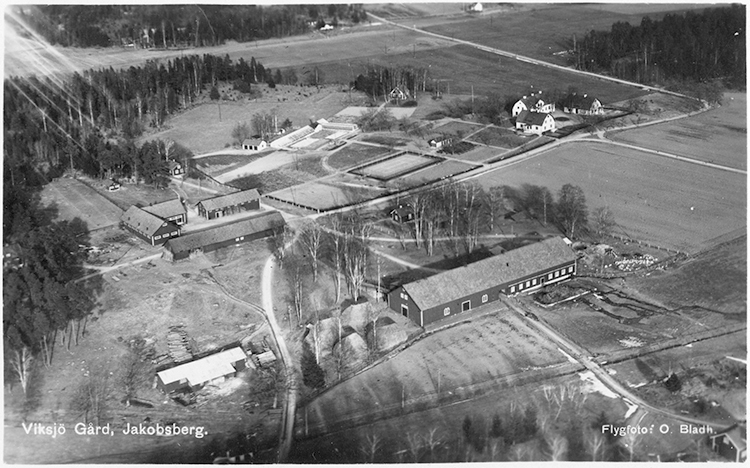
Flygfoto över Viksjö gård från början av 1940-talet. Huvudbyggnaden med flyglarna syns till höger i bakgrunden. I förgrunden från vänster syns sågverket och ladugården. Viksjö sågverk flyttade 1963 till Sandudden i Viksjö. Den berömda ladugården brann 1958. Den hade uppförts under 1880-talet med cementgolv, högt i tak, många fönster och rinnande vatten. Ovanför ligger stallbacken, där Viksjö studiokyrka, en vandringskyrka, var i bruk 1971-2005.

Från 1921 utgjorde Viksjö gård ett aktiebolagsägt jordbruksföretag, Viksjö AB. För att exploatera Viksjö sålde Viksjö AB 1963 gården till Småhusstaden, Fastighets AB Versus Kommanditbolag, som var ett bolag bildat av Skånska Cementgjuteriet, som senare SKANSKA, Svenska Industribyggen AB (SIAB), som senare blev Siab och John Mattson Byggnads AB (JM AB).
 Intressenter i AB Småhusstaden var Prosako-gruppen,det vill säga John Mattson Byggnads AB, AB Skånska Cementgjuteriet och Svenska Industribyggen AB. Vid denna försäljning undantogs denna mangårdsbyggnad och såldes separat till en privat köpare.
På 1960-talet när Viksjö började exploateras måste en hel del skog avverkas med tanke på den kommande bebyggelsen. Eftersom större delen av Viksjö bestod av skog behövdes det möjlighet att ta tillvara virket, eftersom man i samband med Viksjös utbyggnad avverkade mycket skog. För att kunna tillvarata och förädla virket beslöt Viksjö AB att anlägga ett modernt sågverk, Viksjö sågverk, vid Sandudden i Viksjö. Sågverket uppfördes 1963–1964 och drevs fram till 1979, det revs 1980. Vid Sandudden sågades och hyvlades trävaror. Sågen var eldriven och kunde såga upp till 200 stockar per dag. Det finns fortfarande husgrunder kvar i terrängen och som visar var byggnaderna en gång låg. Området där Viksjö sågverk låg ingår sedan 1995 i Görvälns naturreservat.
Ett förslag till dispositionsplan upprättades redan i mars 1963 av arkitektfirman Ancker-Gate-Lindegren med Stig Ancker, Bengt Gate och Sten Lindegren. I stort följde planen kommunens generalplaneförslag, men planen innebar en ökning av den bebyggda ytan söderut på grund av F8:s nedläggning och i Hummelmoraberget samt en ökning av antalet radhus och kedjehus. I kommunens plan innebar byggnationen 3 100 hus, varav hälften villor.
Viksjö såldes 1963 till AB Småhusstaden, ett konsortium av banker och byggföretag, för 27,5 miljoner kronor. Kommunen hade 1963 kunnat bjuda högre än de 19 miljoner än de bjöd om staten i tid hade beviljat kredit, enligt ett uttalande av kommunalnämndens ordförande John Ljungqvist. Järfälla kommun var intresserade av ett förvärv, men kommunens bud brädades med råge av konsortiet. Markpriserna bli höga, då endast 1/3 av ytan fick bebyggas enligt generalplanen, enligt samma uttalande. Viksjö rubricerades som Sveriges största småhusstad.
I juli 1963 undertecknades köpekontraktet mellan Viksjö AB och AB Småhusstaden. Köpesumman för Viksjö var, som ovan nämnts, 27,5 miljoner kronor. AB Småhusstaden Fastighets AB Versus Kommanditbolag var ett konsortium, som köpte Viksjö gård och dess ägor av Viksjö AB för att exploatera Viksjö.
 Det var ett bolag som var bildat av Skånska Cement AB, Svenska Industribyggen AB (Siab) och John Mattson Byggnads AB, JM AB. Siab byggde ett stort antal bostäder som en del av miljonprogrammet på 1960- och 1970-talet. Enligt den dispositionsplan som kom 1965 skulle man bygga 2 750 småhus och 900 lägenheter i flerfamiljshus. 12 000 invånare skulle den nya stadsdelen få. Att skapa en trädgårdsstad med övervägande låghusbebyggelse, friliggande radhus och ett antal höghus var arkitektens visioner. På önskelistan stod även en golfbana. Att också bygga några hyreshus på två eller tre våningar i anslutning till centrum var också Järfälla kommun önskemål. Man beräknade att 13 226 människor skulle bo i Viksjö, enligt en tidningsartikel från den tiden. Det är dock okänt hur man kommit fram till denna exakta siffra. Väg- och vattenbyggnadsarbeten påbörjades under senhösten 1965, då Siab satte spaden i jorden. Under våren 1966 restes det första huset i den nya Viksjöstaden.
Antalet föreslagna hus minskades från 4 000 till 3 439 lägenheter i småhus efter påpekande från kommunen. Enligt beskrivningen ville exploatörerna "skapa en konsekvent utformad låghusstad med möjlighet att erbjuda olika bostadsformer i radhus, kedjehus och villor, avpassade efter de krav som ställdes på morgondagens samhälle". Däremot ökades antalet villor och 2-vånings hyreshus föreslogs i centrum för bättre markutnyttjande. Byggnadsnämnden anmärkte åter på antalet hus samt på Hummelmorabebyggelsen. Ledamoten Gösta Larsson föreslog i ett särskilt yttrande en kontakt med grannkommunerna för att köpa in delar av Viksjö till grönområde. Gösta Larssons motion avslogs i kommunalnämnden med hänvisning till regionplanen och generalplaneförslaget.

### Presentation av stadsplan för norra Viksjö 1965
Ett nytt dispositionsplaneförslag och en stadsplan för norra Viksjö presenterades i slutet av 1965. Fortfarande utgjordes huvudvägarna av en led Jakobsberg-Viksjö-Hässelby som söder om centrum skars av en led mot Veddesta och E18 vid Dragonbacken. Viksjö centrum ungefär såsom det också senare blev byggt, men i detta förslag hade det tillkommit 900 lägenheter i flerbostadshus, sammanlagt skulle det i centrum bli 3 600 lägenheter. Ökningen av antalet boende och tillägget av flerbostadshus i ett område så långt från spårbunden trafik ifrågasattes vid länsstyrelsens och kommunikationsdepartementets granskning. Med hänsyn till den ofullständiga trafikdifferentieringen ansågs det vidare att stadsdelens utspridda karaktär och detaljhandels rationalisering skulle leda till "bilshopping", vilket medförde olägenheter. För 6-våningshusen intill Viksjöleden påpekades att det fanns vissa bullerproblem, men dessa kunde lösas. Planen godkändes dock i samtliga instanser och den fastställdes 31 december 1966, varpå Viksjö kunde börja byggas.
Markägaren utarbetade en dispositionsplan för utbyggnaden av Viksjö, denna godkändes av kommunalfullmäktige i maj 1966. Bland annat redovisar den en bostadsbebyggelse om cirka 2 750 småhus och 900 lägenheter i flerfamiljshus, de senare grupperade kring köpcentrum och högstadieskola, Viksjöskolan. Utbyggnaden var planerad att genomföras i etapper under en följd av år på grund av projektets stora omfattning. Redan i slutet av 1977 bodde i Viksjö 11 028 personer. Det totala antalet boende inom området beräknades enligt dispositionsplanen bli cirka 12 000 personer.
Mellan kommunen och AB Småhusstaden ingicks ett exploateringsavtal under 1966. Park- och vägmark, skoltomter med mera skulle tillfalla kommunen efter varje delexploatering under förutsättning att bland annat dispositionsplanen följdes. Byggandet av hus, vägar, vatten- och avloppsanläggningar skulle bekostas företaget AB Småhusstaden. Dock kom Viksjöutbyggnaden att omdisponeras åtskilliga gånger. Statens naturvårdsnämnd, senare Naturvårdsverket, påpekade redan 1965 att strandvallsområdet på Hummelmorabergets sydsluttning hotades av byggnadsplanerna och att 6 hektar borde avsättas. I kommunen behandlades frågan, men inte förrän 1968 vidtogs åtgärder. Då undantogs området från den i dispositionsplanen föreslagna småhusbebyggelsen.

### Kedjehusen vid Slåttervägen och Skördevägen, 1966

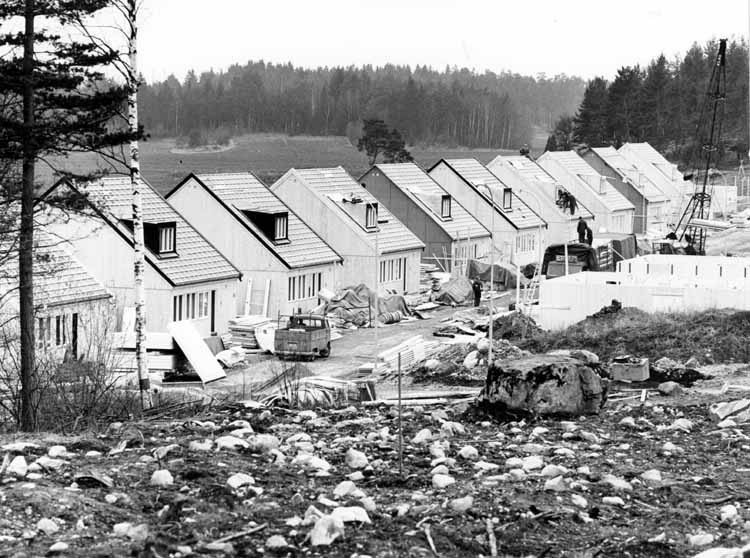
Fastebolsområdet i Viksjö under byggnad våren 1967. Byggnation inom etapp A vid Rågvägen, nära Fastebols gårdsplats.

Ett av de första som områdena som byggdes i Viksjö var kring Slåttervägen, Fastebolsvägen samt nordöst om Andebodavägen och de första kedjehusområdena och radhusen bebyggdes och färdigställdes under tiden 1967–1970. Det ligger i den östligaste delen av Viksjö samhälle, det ligger på Fastebols gamla gårdsområde. Gårdsplatsen för Fastebol låg omedelbart öster om den östra husraden vid Spettvägen i Viksjö. Till Spettvägen kommer man från Fastebolskolan via Fastebolsvägen.
Söder om Mälarvägen byggdes kedjehus vid Slåttervägen – Skördevägen och det småhusområdet var den så kallade A-etappen, som man då kallade det. Byggherre var SIAB och husen tillverkades i prefabricerade element som sedan monterades på plats. A-etappen började byggas under senhösten 1965 och Siab påbörjade då väg- och vattenbyggnadsarbetena för den nya Viksjöstaden. Det första huset restes under våren 1966.
Villorna i området har ett speciellt utseende genom att gavelfasaderna är längre än gatufasaderna. Villorna vänder sidofasaderna mot gatan och dessa är smalare än gavelfasaderna, vilket ger husen ett karaktäristiskt utseende. Dessutom ligger byggnaderna indragna en bit från gatulivet och på så vis skapas små förgårdar mot gatan. Trädgårdar hör också till villorna. Taken är branta och täcks av bruna betongplattor. Vid byggnationen kläddes fasaderna med gul- och brunmålad spontad träpanel. Från Slåttervägen ligger husen i långa rader efter återvändsgator, Rågvägen, Kornvägen, Havrevägen, Vickervägen, Klövervägen, Timotejvägen samt Vetevägen och Rapsvägen, som på ett tidstypiskt sätt leder in i området.
Vid Skördevägen föreslogs en barnstuga vilket vållade protester från grannarna dock utan effekt och Skördestugan byggdes vid Skördevägen och färdigställdes 1979.

### Radhusen i Andeboda, Högby och Rågången, 1967–1970

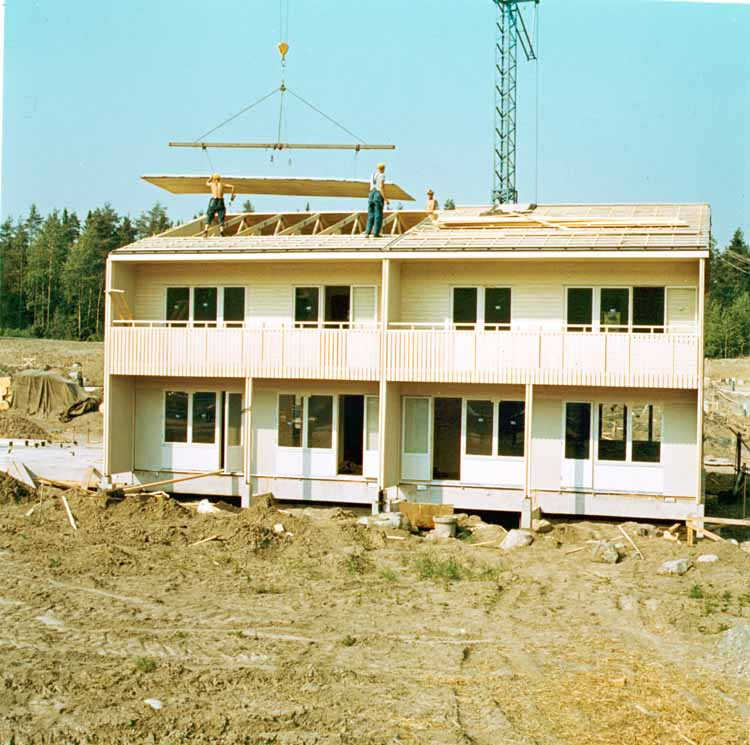
Radhus utmed Andebodavägen under uppförande 1967.

Arkitektens visioner var att skapa en trädgårdsstad med övervägande låghusbebyggelse, friliggande radhus och ett antal höghus. Järfälla kommun ville att också att några hyreshus på tre våningar skulle byggas i anslutning till centrum. På önskelistan stod även en golfbana. Under denna period, 1967-1970, byggdes radhusen i Andeboda med 186 radhus i 31 radhuslängor à 6 radhus i varje länga, utefter Andebodavägen, öster om det blivande Viksjö centrum. Radhusen vid Andebodavägen som uppfördes kring 1967 hör till den tidiga utbyggnadsfasen i Viksjö.
Sedan byggdes radhusen i Högby med 180 radhus i 30 radhuslängor à 6 radhus i varje länga, utefter Högbyvägen. Jämna nummer vid Högbyvägen byggdes 1969 och ojämna nummer byggdes 1970. 
1970 byggdes vid Rågången 96 radhus i 16 radhuslängor à 6 radhus i varje länga, nordväst om det blivande Viksjö centrum. År 1999 förtätades Högbyområdet med 94 lägenheter vid Högbyvägen 174-268, en "förlängning" av Högbyvägen. Detta skedde genom att Högbyskolan minskade sin yta och man byggde om de tidigare expeditionslokalerna och gymnastiksalen till bostäder, dessutom bebyggdes togs den tidigare idrottsplanen vid skolan med lägenheter. Högby har fått sitt namn efter torpet Högby, som låg norr om nuvarande Råstensvägen i höjd med Triangelvägen. 
Den typ av hus som byggdes vid Andebodavägen, Högbyvägen och Rågången är av en typ som byggts i ett mycket stort antal i Sverige i slutet av 1960-talet och början av 1970-talet. Dessa hus, som har en boyta om 133 m2, byggdes antingen som friliggande villor eller sammankopplade till längor. För husen vid Andebodavägen gavs bygglov 1967. De är byggda som radhus i två plan under flacka sadeltak, som är tegeltäckta, med indragna balkonger och uteplatser och har en mindre trädgård åt baksidan. Husen var helt vita från början. Gavlarna är idag klädda med vit kalksandsten, och i övrigt är fasaderna är klädda med träpanel i bruna och gula kulörer. Vid entrésidan ligger ett fristående förråd, vilket bidrar till att skapa avskilda förgårdar. Denna byggnadstyp byggdes också senare i radhusområdena vid Såningsvägen och Tröskvägen. Vid Såningsvägen byggdes 252 radhus, de var klara 1972 och vid Tröskvägen byggdes 198 radhus, som vara klara under 1972 och 1973. 

### Kedjehusen vid Hemmansvägen, 1969–1970
Kedjehus byggdes också söder om Mälarvägen, mellan Viksjöleden och Råstensvägen. Väster om Hemmansvägen (13 friliggande villor) ligger vägarna Skiftesvägen (15 friliggande villor) och Mantalsvägen (31 friliggande villor) och norr om Hemmansvägen ligger vägarna Torpvägen (18 friliggande villor) och Ensittarvägen (16 friliggande villor). Dessa hus var färdigställda omkring 1969-1970. Hemmansvägen 4A är ett K-märkt friliggande 1 1/2-planshus med 8 rum på 120 kvadratmeter med källare och stor tomt byggd 1950 och Hemmansvägen 4B är en friliggande villa byggd på 1950-talet och de 6 villorna på Hemmansvägen 4C (villa byggd 2001, 7 rum, boarea 160 kvadratmeter), 4D (villa byggd 2001, boarea 159 kvadratmeter, ej inräknat biytor såsom garage, källarutrymmen etc.), 4E (villa byggd 2001, 7 rum, boarea 160 kvadratmeter med en tomtarea på 701 kvadratmeter), 4F (villa byggd 2001, 6 rum, boarea 146 kvadratmeter), 4G (villa byggd 2001, boarea 158 kvadratmeter, ej inräknat biytor såsom garage, källarutrymmen etc.) och 4H (villa byggd 2001, 6 rum, boarea 184 kvadratmeter) byggdes i början på 2000-talet. Söder om Hemmansvägen, som går i en slinga, ligger Brukargränd (7 kedjehusvillor) och Markgränd (19 kedjehusvillor), som byggdes omkring 1997. Mellan Hemmansvägen och Viksjö gård ligger återvändsgatan Gårdsvägen. Området vid Gårdsvägen består av 17 parhus, en variant av radhus, och inrymmer 34 bostadsrätter om 4-5 rum som byggdes 1997. "Bostadsrättsföreningen Viksjö Gård":s parhus består av fyror på 8 kvadratmeter och femmor på 100 kvadratmeter, där varje hus har egen garageuppfart och carport. Föreningen har inga egna parkeringsplatser, däremot finns gästparkeringar. På södra sidan av Gårdsvägen ligger förskolan Gårds förskola och vid norra sidan av Gårdsvägen på vars mark tidigare låg en plantshop, "Plantorama Viksjö Handelsträdgård".

### Bilder
Fastebolsområdet i Viksjö vid exploateringen 1967 av området utmed Slåttervägen

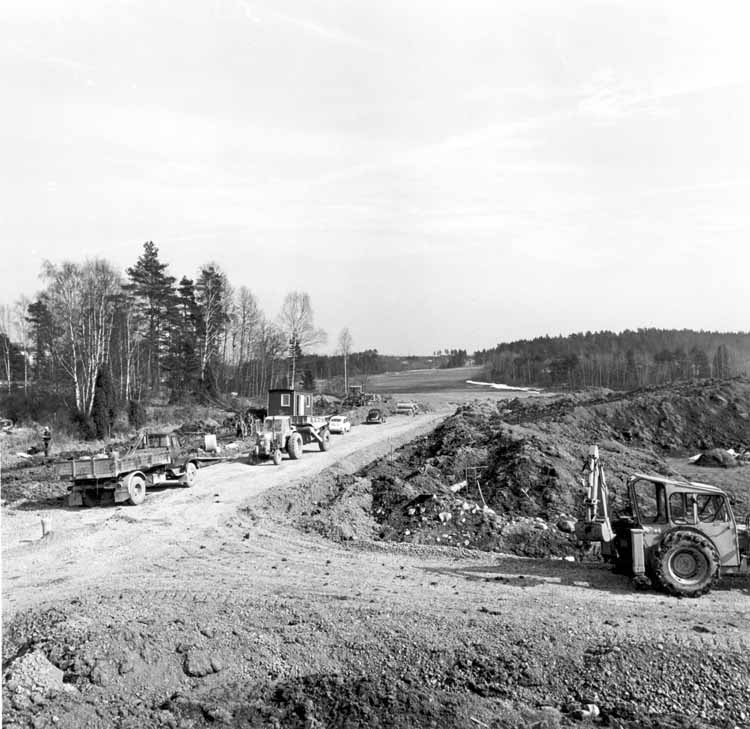
Från vänster Slåttervägen och Havrevägen. I bakgrunden Järfällavägen mot Veddesta. Till höger i skogsdungen skymtar stolpladan i Veddesta, 1967.
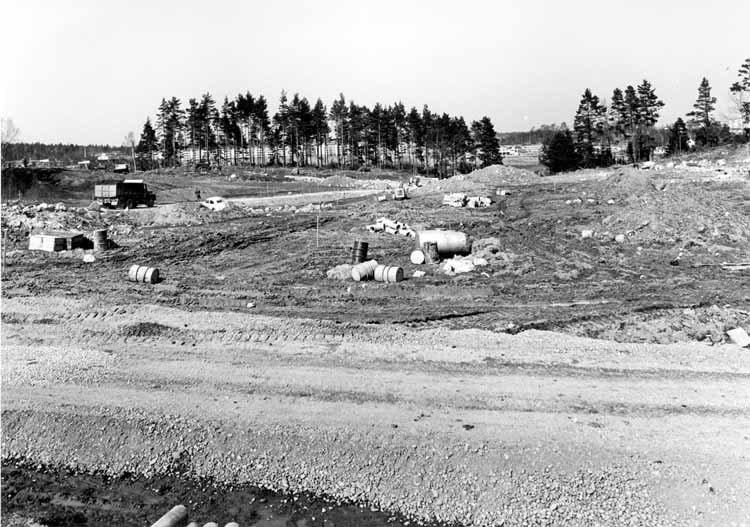
Skördevägen går vågrätt genom bildens mitt. I bakgrunden flerfamiljshusen vid Vibblaäng, byggnation av Lillängskolan (senare gymnasieskolan), 1967.
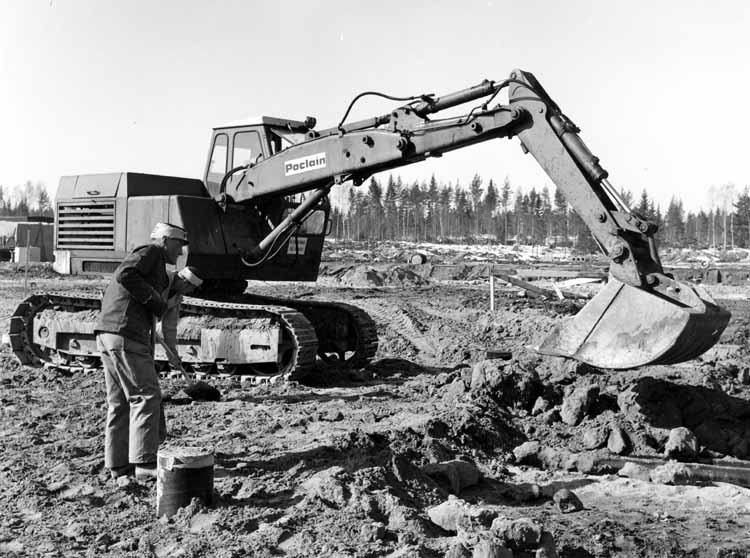
Förmodligen utmed Slåttervägen, som då skulle gå vågrätt genom bilden, 1967.
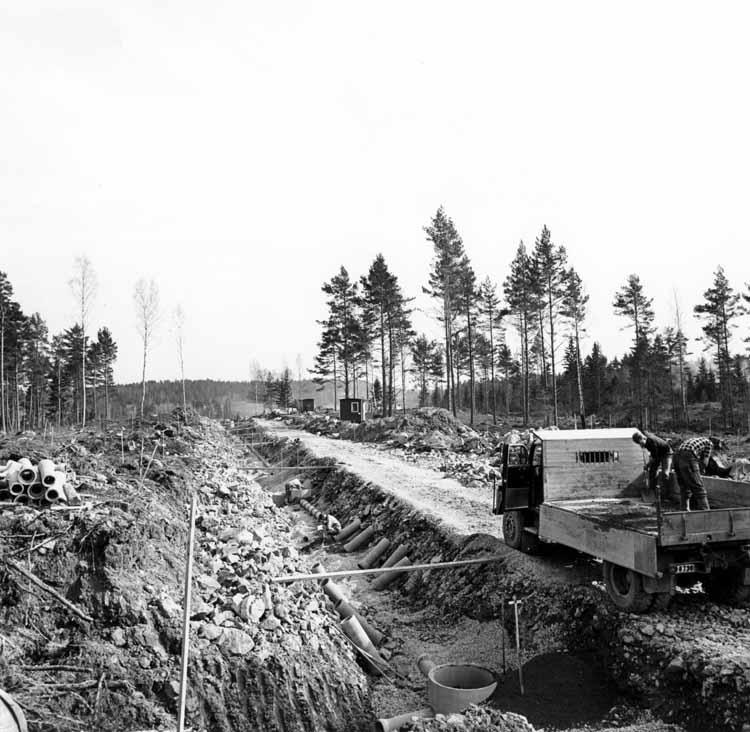
I bakgrunden till vänster skymtar taket på Veddesta stolplada, 1967.

Fastebolsområdet i Viksjö under uppförande 1967

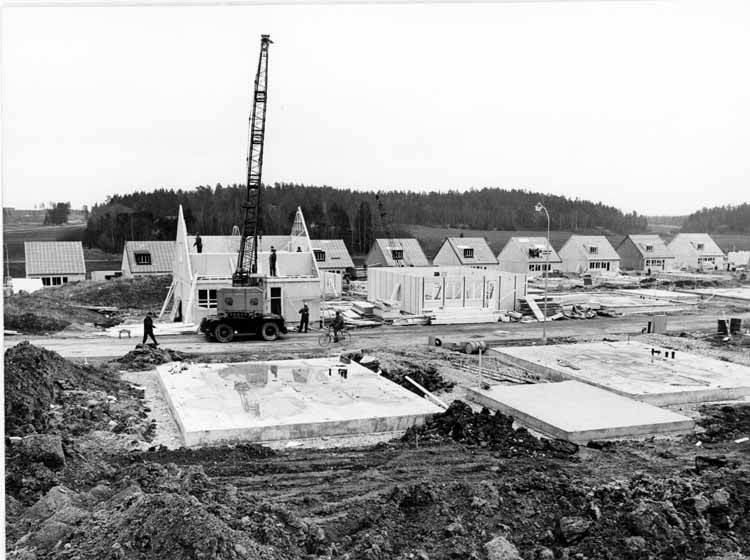
Byggnation inom etapp A vid i förgrunden Kornvägen och i bakgrunden Rågvägen, nära Fastebols gårdsplats. Järfällavägen i bakgrunden till vänster, 1967.
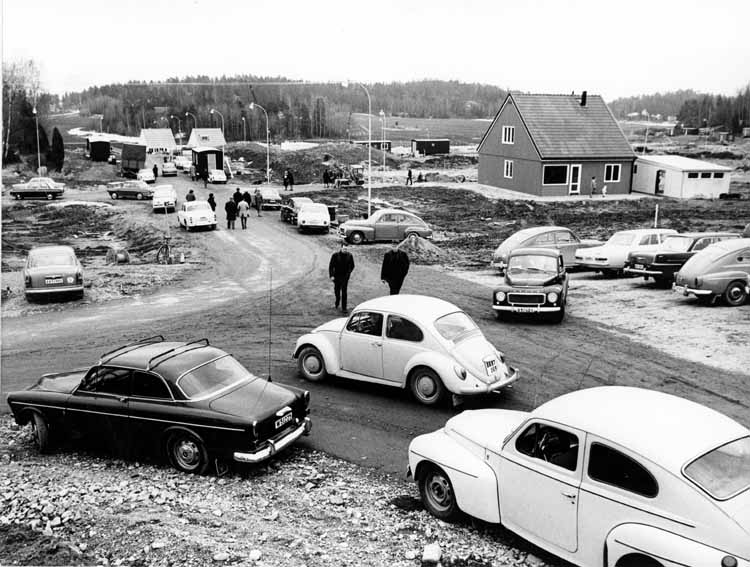
Visningshus inom etapp A vid Havrevägen 2, sydväst om Viksjö gård och nära Fastebols gårdsplats, 1967. Järfällavägen i bakgrunden till vänster. Till vänster i förgrunden Skördevägen. Snett genom bilden går Slåttervägen.
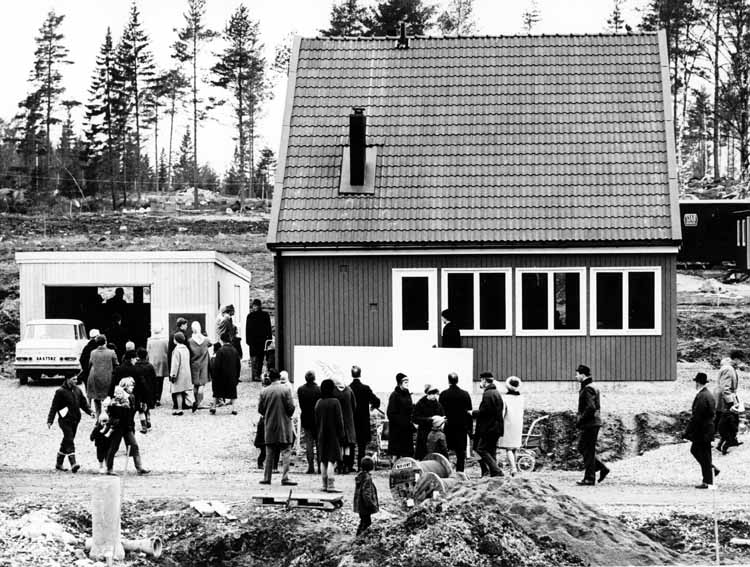
Visningshus inom etapp A vid Slåttervägen våren 1967, nära Fastebols gårdsplats.

### Kedjehusen vid Råstensvägen, 1970–1971

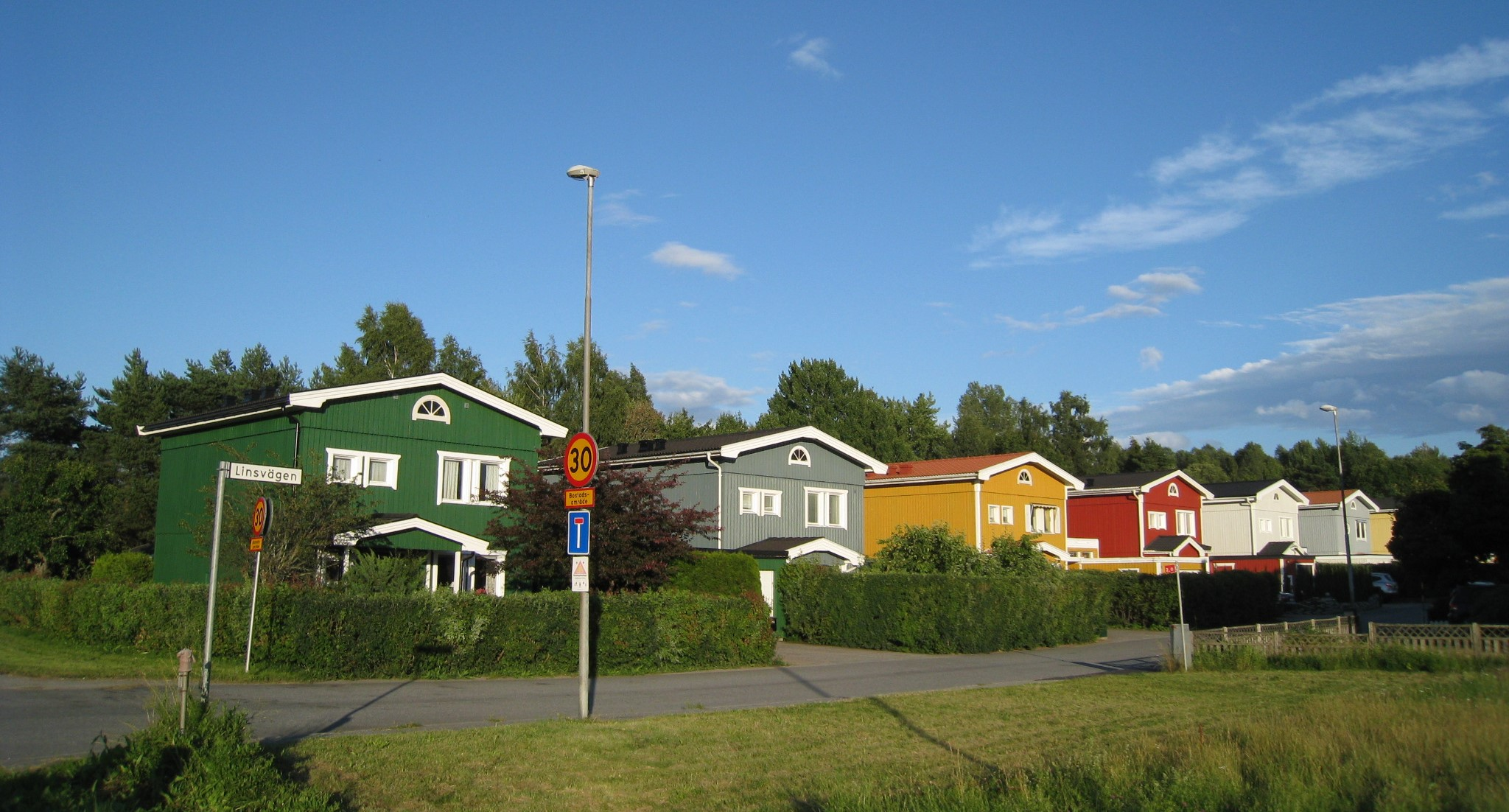
Villor vid Linsvägen. Husen byggdes 1971. Foto 2015.

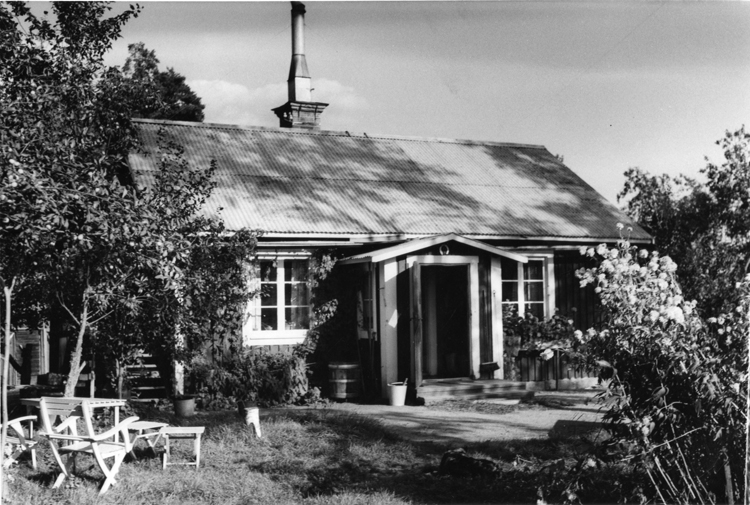
Torpet Råsten byggdes på 1890-talet och revs 1970 inför att marken skulle bebyggas. Foto 1951.

Nästa kedjehusområde byggdes 1970-1971 i norra Viksjö vid gränsen till det som 1995 blev Görvälns naturreservat och nära platsen för det tidigare torpet Högby utefter Råstensvägen med 38 souterrängvillor i sluttningen på återvändsgatorna Triangelvägen (19 hus) och Polygonvägen (19 hus), som blev klara 1970. Byggnationen av kedjehusen fortsatte 1971 med sammanlagt 157 småhus fördelade på 73 fristående kedjehusvillor vid återvändsgatorna Kikarvägen (21 hus), Tubvägen (20 hus), Linsvägen (18 hus), Prismavägen (14 hus) och ytterligare 84 fristående kedjehusvillor vid Skalvägen (19 hus), Siktvägen (20 hus), Stereovägen (22 hus) och Kartvägen (23 hus) ända till gränsen vid skogen, som 1995 blev Görvälns naturreservat. Byggherre var SIAB. Husen fick i folkmun beteckningen "SIAB:s lilla låda". Vid åtta av dessa vägar byggdes kedjehusen med en planlösning av samma typ som radhusen som byggdes vid Andebodavägen, Högbyvägen och Rågången. Bostadsytan i både radhusen och kedjehusen var 133 kvadratmeter. Råstensvägen fick sitt namn efter torpet Råsten, som låg i nuvarande allmänningen mellan Skalvägen och Siktvägen.

### Kedjehusen vid Lantmäterivägens förlängning, 1972
Efter hand genomfördes vissa ändringar och tillägg i stadsbilden i Norra Viksjö. 1972 förtätades vid "Lantmäterivägens förlängning" planen från fristående hus till enplans kedjehus. 1972 byggdes således 72 enplans kedjehus vid Lantmäterivägens förlängning, som också gränsar till Görvälns naturreservat, vid återvändsgatorna Gränsvägen (24 hus), Tunnlandsvägen (28 hus) och Arealvägen (20 hus).
"En förändring av bebyggelse- och upplåtelseformer är nödvändiga för att inom Högbyskolans upptagningsområde säkerställa intentioner i läroplan och skolstadga om allsidigare social sammansättning" påtalades av skolstyrelsen, men de hade inga förslag till åtgärder. Till en början var området vid Lantmäterivägens förlängning svårsålt, vilket var ovanligt vid den tiden, husen hade inte statlig belåning.

### Kedjehusen vid Avstyckningsvägen, 1972
Före utbyggnaden av Avstyckningsvägen i norra Viksjö vidtogs 1972 en mindre förtätning av kedjehusen, men framför allt en trafikomläggning som sparade ekdungarna och skapade ett gångstråk mot Mälarvägen. Under åren 1972-1973 byggdes vid Avstyckningsvägen 86 två- till trevånings souterrängvillor inklusive källare. Söder om vägen byggdes en lekplats som blev gemensam med Skiftesvägens område. Nordväst om Avstyckningsvägen förtätades området 2008 med bostadsrättslägenheter vid Avstyckningsgränd nummer 2-10 med mindre lägenheter om 2-3 rum och kök med balkonger och med en innergård.

### Viksjö centrums första butikshus i början av 1970-talet
Låghusen och punkthusen i Viksjö centrum överläts till HSB:s bostadsrättsföreningar och de kom att omfatta 985 lägenheter. Punkthusen på Axvägen började byggas 1967. De ligger på en kulle vilket tillsammans med storleken ger dem ett dominerande utseende i området. Husen har en nästintill kubisk form och de är uppförda i sex våningar. Taken är platta och fasaderna är spritputsade, som är avfärgade i brunt. På före detta åkermark ligger nedanför punkthusen ett område med hyreshus i tre våningar i längor och dessa är tydliga exempel på bebyggelse som fått sin placering efter hur byggkranarnas räls lagts ut. Fasaderna i byggnaderna har prefabricerade betongelement, vilket man väl kan avläsa genom skarvarna mellan elementen. Trevåningshusen på Axvägen som är byggda i längor har också platta tak. De prefabricerade betongelementen har fogats samman på plats. Inom det så kallade miljonprogrammet var denna byggnadstyp vanlig på många håll i Sverige. Mellan husen finns anlagda gårdar med planteringar och vid exploateringen sparade man gröna partier. Åren 1970-1990 fanns i området Vamskolan, som var Viksjös första skola, Vamskolan revs och på skolans gamla plats byggde HSB äldrebostäder. Idag ligger Björkens äldrebooende på Agrarvägen 6.
I huvudsak hade Viksjö centrum byggts enligt planerna. Dispositionsplaneringen som pågick avsåg dock att höja antalet rumsenheter från 20 000 till cirka 28 000. I planeringssammanhang är en rumsenhet cirka 25 m2 våningsyta. Att höja antalet rumsenheter medförde behov av vissa förändringar i vägdragning och centrumfunktioner. Andebodavägen stängdes för genomfartstrafik. Viksjö köpcentrums dimensionering ansågs osäker, till och med handelskammaren tvekade. Servicehuset som skulle byggas ville Fastighetsbolaget Viksjö centrum bygga i 8 våningar, men kommunen vidhöll planens 4 våningar. SL önskade en bussgata mellan Axvägen och centrum, vilket vållade en större strid. Viss markreservation överklagades av Vamhemmets föräldraförening. Marken som var reserverad var inte avsedd att användas under den närmaste tiden, föreningen hade inte rätt att anföra besvär, men ännu 1986 hade marken inte använts. 
Intill värmecentralen vid Axvägen upprättades en provisorisk butikslokal. Viksjö centrums första butikshus med innetorg öppnades i början av 1970-talet. Punkthusen byggdes norr om Plogvägen vid Stråvägen och låghusen vid Axvägen, Vältvägen och Agrarvägen, senare tillkom Agrargränd. Söder om Plogvägen byggdes låghusen (eller lamellhusen) vid Tegvägen. Vid Traktorvägen 4 uppfördes i mitten på 1970-talet ett daghem, Traktorstugan, idag Traktorns förskola centralt belägen i Viksjö centrum.

### Östra Berget, Rävkullens område, 1971–1976
Bebyggelsen av Östra Berget intill Fastebolskolan fick en mindre omfattning än planerat och väckte inga formella invändningar. I planerna för Rävkullen i östra Viksjö gjordes under 1971 en ändring. Bebyggelsen i området förtätades till kedjehus och parhus och fick en uppfart från Fastebolskolan vid Fastebolvägen istället för från söder. Byggnaderna från den gamla gården Fastebol låg cirka 1 km sydöst om Viksjö gård och öster om Spettvägen i östra Viksjö. Rävkullens område omfattar förutom Fastebolvägen och Stängselvägen gatorna Skylvägen, Volmvägen, Räfsvägen, Spadvägen och Spettvägen. Östra Bergets område omfattar Stallbacken och Odalslingan. För att inreda vindarna sökte flera av parhusens ägare byggnadslov, men ett förbud fastställdes i en stadsplan 1976, eftersom varken takhöjd eller bjälklag var dimensionerade för boende. 

### Radhusen vid Såningsvägen och Tröskvägen, 1972-1973
Utbyggnaden under 1970-talets början fortsatte i Viksjö i Lund. Radhusområdena vid Såningsvägen och Tröskvägen byggdes 1972–1973. Stora Lundvägen tänktes i de första planerna utgöra den stora trafikleden mot Sanduddsvägen och Dragonbacken vid E18. Enligt de nya planerna innebar de en förtätning som bland annat minskade utrymmet för lekplatser. Samtidigt började de första "barnstugekonflikterna" uppstå. En stuga vid Såningsvägen som undantagits i planen 1971 på grund av svåra lutningsförhållanden beslutades 1973 i brist på bättre alternativ. Från Såningsvägens gårdssamfällighet inkom klagomål för sent. En ny barnstuga vid Tegvägen/Traktorvägen föreslogs tre år senare, vilket väckte nya protester från Såningsvägen. Av tekniska skäl och miljöskäl avslogs de alternativa förslagen från de som protesterade. Planen överklagades utan framgång till regeringen.
Ständiga diskussioner om trafikfrågor och bullerfrågor karaktäriserade den fortsatta utbyggnaden av Lund. I område Lund 6 och Lund 7 i södra Lund byggdes 100 kedjehus. Planen föregicks av stora diskussioner. Lövsta skjutbana, som hade tagits i bruk 1966 och som låg i närheten, skapade bullerproblem. Dessa lindrades något av åtgärder inom skjutbanan. Socialdemokraterna yrkade på avslag i kommunfullmäktige bland annat därför att det inte framgick hur idéerna om ökad integration i bebyggelsen skulle kunna förverkligas. 

### Nytt generalplaneförslag för Lund, maj 1976
För området vid Bruttovägen, stadsplanen Lund 9, togs samma fråga upp på nytt när den nya dispositionsplaneskissen behandlades. 1975 antogs förslaget av kommunfullmäktige under socialdemokraternas protester. Att den önskade integrationen inte kunde garanteras i planen pekade också skolstyrelsen och Sociala centralnämnden på. Länsstyrelsen uttryckte sedan vid sin granskning tveksamhet om bebyggelsen motsvarande dispositionsplanens krav på integrerad bebyggelse. Problemet utgjorde dock ingen planfråga, eftersom integrationen närmast skulle gälla upplåtelseform gällande ägande- eller hyresradhus. För exploatören skapade den långdragna debatten problem. I februari 1976 bad kommunstyrelsen att länsstyrelsen skulle påskynda behandlingen. SIAB Byggnads AB presenterade i april en lista över de olika yrkesgrupper som efter hand skulle bli arbetslösa om stadsplanen inte fastställdes. Fullmäktige antog ett nytt generalplaneförslag för Viksjö i maj. Detta fick länsstyrelsen att samma månad fastställa planen.
Område Lund 8, söder om Stora Lundvägen byggdes från 1977 med 72 1½-plans kedjehus. Storstockholms Lokaltrafik motsatte sig trafik på Stora Lundvägen, men för att passa till busstrafik lyckades de dock minska lutningen på vägen. Samma argument hade Storstockholms Lokaltrafik för område Lund 11. Bebyggelsen på kullen borde utgå av estetiska skäl ansåg Kulturnämnden, medan Hälsovårdsnämnden pekade på bullerrisken medan och Sociala centralnämnden efterlyste olika hustyper. Andeboda gårdssamfällighet motsatte sig helt bebyggelse i området, detta påverkade emellertid inte planens förverkligande.
Norr om Viksjöleden byggdes hus vid Bondevägen och Fäbodvägen med grändgatorna Tjurränd, Kalvgränd, Bockgränd, Killinggränd och Bondegränd samt vid Bruttovägen byggdes Kanotvägen och Paddelvägen.

### Södra Berget, söder om Andebodavägen, 1976–1980
Den sista planen för Lund gällde Södra Berget vid nuvarande Viksjö 3:564 Handbollvägen 2–46, Fotbollvägen 1–3, Viksjö 3:565 Tennisvägen 2–100 och Viksjö 3:566 Tennisvägen 1–83. I början av 1970-talet hade man avsett att i detta område bygga 3-vånings- och 6-vånings punkthus, "flerfamiljshus". Nu föreslogs istället låga loftgångshus (eller "svalgångshus") och hyresradhus, totalt 200 lägenheter på grund av ändringar på bostadsmarknaden efter Riksdagsvalet i Sverige 1976. Loftgångshusen är flerfamiljshus i två eller flera våningar, där entré till lägenheterna inte sker via ett trapphus utan istället via en lång gång på utsidan av huset. Gången kallas loft- eller svalgång och är öppen och utan uppvärmning, en per våningsplan som går längs med hela fasaden. Den kan liknas med en stor gemensam balkong. Tvättstugor och gemensamma lokaler lades i tre separata byggnader. Nu fördes Stora Lundvägen ut till Andebodavägen och därigenom miste den sin karaktär av genomfartsled. I området Södra Berget, som stod klart 1980, finns både loftgångshus och radhus. Där finns i huvudsak lägenheter om 2–4 rum och kök, men här finns även ett antal ettor och femmor. Barnomsorg och skola ligger nära området liksom tennis- och fotbollsplaner. Beträffande barnstugan, idrottsplatsen och trafiken orsakade planen nya protester från Andeboda, men endast trafiklösningen vållade politisk strid. Den nya vänstermajoriteten röstade dock igenom planen. Nu ingår i området Södra Berget, söder om Andebodavägen, vid Handbollvägen med återvändsgatorna Fotbollvägen, Tennisvägen och Basketvägen, samt vid Idrottsvägen med gränderna Häcklöpargränd, Stavhoppargränd, Diskusgränd och Kulstötargränd samt Bandyvägen och Skridskovägen.

### Utbyggnaden av Sandvikområdet
Två allmänna problem skapades vid utbyggnaden av området Sandvik. Det ena problemet gällde exploateringsavtalet, som senast reviderades 1973. Området norr om Hummelmoravägen var planerat för kedjehus, hyresmarkbostäder och tvåvånings hyreshus. Då uppstod det en fråga om en gångtunnel under Viksjövägen. Exploatören vägrade att bekosta en tunnel, eftersom kommunen inte tagit med någon tunnel i planerna. Länsstyrelsen vägrade fastställa planen, men polisdistriktet och vägförvaltningen ansåg tunneln nödvändig. Därför tvingades den borgerliga majoriteten inkludera en tunnel i planen och detta med en vag förhoppning om att få hjälp av staten eller exploatören att bekosta bygget. Det andra problemet var byggandet av området söder och väster om Hummelmoraberget. Generalplaneskissen 1970 och dispositionsplanen och antogs dock efter en politisk strid. Länsstyrelsens naturvårdsenhet ville att hela södra Viksjö väster om kraftledningen skulle undantas för byggnation. De ville ha det området som naturreservat, men de fick nöja sig med ett allmänt uttalande om att Hummelmoraberget skulle skonas. Området Sandvik har fått sitt namn efter Sandviks gård, som ligger vid Mälarens strand söder om Hummelmora hage i Görvälns naturreservat.

### Ålvägen och Gösvägen, 1970-talets mitt
Vid den södra sidan av Hummelmoravägen, mitt emot Hummergränd, byggdes kedjehus vid 1970-talets mitt vid Ålvägen. 1975 bebyggdes således gränderna Harpungränd, Ljustergränd, Notgränd, Pilkargränd, Metargränd och Fiskargränd samt vid Gösvägen med gränderna Braxengränd, Mörtgränd och Norsgränd. Det var Skånska Cements första etapp i Viksjö. Husen ligger tätt och det är så kallade grändhus i en och en halv våning med gavlarna vända in mot gården. Till husen hör också små trädgårdar. Grändhusen är grupperade kring gemensamma gårdar. På gårdarna ligger mindre bostadshus i en våning. Grändhusen är klädda med träpanel och har sadeltak. Envåningshusen är också klädda med träpanel, men har platta tak. Mellan de olika gårdarna varierar färgsättningen. Infartsvägarna slutar vid garagelängor, vilket gör bostadsområdet bilfritt. Husen runt gårdarna är uppförda i 1½ våning med brutna tak och med gavlarna vända in mot gårdarna. På gårdarna ligger låga envånings bostadshus med platta tak. Färgsättningen varierar från gård till gård. Mellan Ålvägen och Gösvägen byggdes radhus med hyresrätt vid Trålargränd och Forellgränd, de blev klara 1977. Dessa radhus har på senare år ombildats till bostadsrätter.

### Hummergränd, 1970-talets slut
Norr om Hummelmoravägen byggdes på Kullen vid 1970-talets slut villor i form av kedjehus, souterränghus och grändhus vid Gäddvägen och Abborrvägen. Omkring 1980 byggdes flerfamiljsbostäderna vid norra sidan av Hummelmoravägen på Kullen med lite annorlunda arkitektur vid Hummergränd, Kräftgränd och Räkgränd av Skånska Cement för allmännyttan. Husen är byggda med stor följsamhet i terrängen, som är sluttande, vilket utnyttjats vid planeringen och utformningen av husen. Arkitekturen är varierad och det är förhållandevis stora hus i två våningar under flacka sadeltak och med utskjutande partier i en våning. Husens fasader är klädda med vitt fasadtegel och ljusfärgad träpanel. Sadeltaken är täckta med betongtegel. Området är tätt bebyggt och det är bilfritt, där gårdarna är planterade med buskar. Vid exploateringen sparades också enstaka träd. Här finns bostäder med 2–5 rum och kök, de flesta i markplan med en egen liten täppa. Radhusen är byggda 1981. I utkanten av området ligger långa garagelängor mot Hummergränd.

### Skulpturvägens villor byggdes helt utan statliga lån
Husen i området vid Skulpturvägen med återvändsgatorna Krokivägen, Statyvägen och Reliefvägen uppfördes i slutet av 1970-talet helt utan statliga lån, och de är Viksjös mest påkostade villor. Skulpturvägens villor, som byggdes utan statliga lån, blev därmed det enda område med större villor i Viksjö och med lite mer individuell prägel. Villorna ligger på naturmark, trädgårdarna är delvis planterade, men tomterna har också en stor del av den ursprungliga vegetationen i behåll. Villorna är två våningar höga och har utbyggnader i en våning. Det finns en viss variation i utformningen av villorna, men alla hus är ändå likartade. Byggnaderna vänder gavlarna mot gatan och garagen är placerade mot gata och sammanbyggda två och två. Gavlarna har i vissa fall låga utbyggnader. Husens grundplan har oregelbunden form med utbyggnader och olika former på taken. Det genomgående är att de har röda träpaneler och taktegel av svart betong. Husen har inga dörr- och fönsteromfattningar och skorstenarna i rött tegel är placerade längs fasaderna, vilket är ett karaktäristiskt drag. Exempel på spännande planlösningar interiört finns med bland annat rum i två våningars höjd.

### Utbyggnaden i Sandvik och Fjällen längs Hummelmoravägen
Den fortsatta utbyggnaden av Viksjö under slutet av 1970-talet koncentrerades till de oexploaterade områdena sydväst längs Hummelmoravägen i Sandvik och Fjällen. Under 1978 hade planen för Sandvik kvarter 9 och framför allt kvarter 10 söder om vägen olösta problem med Lövsta skjutbana. Ingen inflyttning borde ske innan vissa säkerhetsåtgärder vidtagits ansåg Länsstyrelsen i juli 1978. Kommunen åtog sig att genomföra en förhöjning av skyddsvallarna med mera efter flera utredningar. Exploatören hade då erbjudit sig att betala hela kostnaden och planen för kvarter 10 kunde fastställas.
Söder om Skulpturvägen byggdes Palettvägen med gränderna Akvarellgränd, Kulörgränd och Pastellgränd och Tavelvägen med gränderna Pannågränd, Ramgränd och Staffligränd.
I augusti 1979 hade arbetena för Fjällenskolan påbörjats och planen för Fjällens unika skolområde fastställdes strax därefter. Fjällens skolområde anpassades efter idéer om samordning mellan förskola och grundskola samt inre och yttre verksamhet som skulle behålla en liten skala med 600 skolelever.
Väster om Fjällenskolan och norr om Hummelmoravägen byggdes området Tallen, som består av radhus med en egen liten trädgård till vid Sopranvägen med Tenorgränd och Barytongränd. Bostäderna har 2–4 rum och kök, samtliga med egen ingång från markplan. Radhusen är byggda 1982. Norr om Hummelmoravägen ligger här också Gitarrvägen och Mandolinvägen.
Söder om Hummelmoravägen byggdes Basunvägen med gränderna Flöjtgränd och Trumpetvägen med Klarinettgränd, Fagottgränd och Saxofongränd. Vidare byggdes söder om Hummelmoravägen Dragspelsvägen med gränderna Munspelsgränd, Klavergränd, Banjogränd och Tamburingränd vidare byggdes Orgelvägen med gränderna Pianogränd, Taffelgränd, Spinettgränd, Cittragränd och Basfiolgränd samt Orkestervägen med gränderna Sonatgränd, Operettgränd, Operagränd, Symfonigränd och Serenadgränd.
I början på 1980-talet präglades de senare utbyggnaderna av Sandvik och Fjällen av en blandning av olika hustyper och upplåtelseformer, bland annat byggdes 250 markbostäder och radhus i bostadsrätt. Gemensamhetslokaler byggdes i vissa av områdena. Här gjordes tomterna mindre än i de tidigare områdena.
Öster om Fjällenskolan och norr om Hummelmoravägen byggdes Hasselnötsvägen och Valnötsvägen med gränderna Paranötsgränd, Jordnötsgränd och Banangränd. Söder om Hummelmoravägen byggdes Apelsinvägen och Citronvägen. Öster om Hummelmoravägen byggdes Äppelvägen med gränderna Aprikosgränd, Clementingränd, Korintgränd, Dadelgränd, Astrakangränd, vidare byggdes Päronvägen med gränderna Russingränd och Mandelgränd. Här byggdes också Ananasvägen, Persikovägen, Sviskonvägen och Plommonvägen med gränderna Nypongränd, Kråkbärsgränd, Jordgubbsgränd och Mandelgränd.

### Lamellhusen vid Arrendevägen, 1984
Enligt planen för utbyggnaden i Viksjö var det sista området som bebyggdes i Högby, den gamla stenkrossen mitt för Viksjö Centrum, som fick namnet Arrendevägen. För detta område omfattade planen lamellhus i 2–5 våningar, där man byggde de lägre husen mot Viksjöleden och Lantmäterivägen. I planen ingick också några handikapp- och specialbostäder, skyddsrum samt en barnstuga, som dock slopades av ekonomiska skäl. Planen följde generalplaneskissen. Men den överklagades av boende i Högby. I övrigt innehöll den inte några formella fel och planen fastställdes. Husen byggdes 1984 och har högt och fritt läge med lägenheter från 1–5 rum och kök. Utbyggnadsarbetena fortsatte fram till 1984 då arbeta slutfördes och då det sista området stod klart.

## Skolor
1986 hade 22 förskolor byggts i Viksjö. Datastugan invigdes 1975 och lades ned 1984. De övriga förskolorna i Viksjö 1986 var följande i kronologisk ordning: (1971), Lundstugan (1974), Fiskarstugan (1975), Axet (föräldrakooperativ) (1975), Fäbodstugan (1976), Råstenstugan (1977), Fastebolstugan (1977), Traktorstugan (1977), Sandvikstugan (1978), Skördestugan (1979), Axstugan (1979), Fotbollstugan (1979), Basketstugan (1979), Hummelmorastugan (1979), Basunstugan (1980), Fjällenstugan (1982), Plommonstugan (1982), Musikstugan (1983), Okesterstugan (1984), Päronstugan (1985), och Abborrstugan (1981) och Viksjögårdstugan (1981).
Totalt byggdes sex skolor i Viksjö, alla grundskolor. Höstterminen 1970 fick Viksjö sin första skola, Vamskolan, en låg- och mellanstadieskola för 200–250 elever, med fem klasser på lågstadiet och tre på mellanstadiet. Vamskolan var den första av sex planerade skolor i Viksjö. De övriga var Fastebol (1972), Högby (1973), Viksjö (1975), Lund (1976), Sandvik (1978) och Fjällen (1980), som tillsammans skulle täcka behovet för Viksjös kommande 20 000 invånare. Vamskolans paviljong med två klassrum för förstaklassare, grupprum och lärarrum öppnades höstterminen 1971. Till skolstarten blev skolan blev precis klar och kunde ta emot de första sjuåringarna. Veckan före skolstarten fanns inte den lilla skolan alls. Vamskolan lades ned 1990. Fastebolskolan blev klar hösten 1972 och blev Viksjös andra skola. Skolan var efterlängtad, för många av barnen hade dittills haft en lång skolväg till skolor utanför Viksjö. På Fastebolskolans gård står draken Ofelia, en lekskulptur som är 4,6 meter hög och 13 meter lång. Den tredje skolan i Viksjö blev Högbyskolan, som öppnades höstterminen 1973. Det var en låg- och mellanstadieskola med 13 klassrum. Viksjöskolan i Viksjö centrum invigdes till höstterminen 1975, en högstadieskola med 18 klasser. Det var en integrerad skola, alltså inte bara skola, utan också fritidscentrum och samlingspunkt. Vid skolstarten den 24 augusti 1976 invigdes Lundskolan för barn från Lund- och Sandviksområdet. Två år senare, till hösten 1978, stod Sandvikskolan klar, en låg- och mellanstadieskola för cirka 300 elever. Sandvikskolan var den första helt integrerade skolan i Järfälla. I samma byggnad finns både barnstuga och fritidshem inrymda och med lokaler för allmänna fritidsaktiviteter. Redan 1980 byggdes skolan ut med en paviljong för fyra klasser i lågstadiet.

## Genomfartsleder, gång- och cykelvägar och trafikseparering
Planeringen av Viksjö blev tidstypisk och följde helt de rådande idealen under 1960- och 1970-talen på så sätt att i mitten ligger centrum och runtomkring centrumkärnan ligger lägenheter och flerfamiljshus och sedan småhus. Ingen genomfartstrafik finns i bostadsområdena och biltrafiken leds kring området på matarleder och de flesta kvarter är bilfria. Viksjöleden och Hummelmoravägen är de enda två större genomfartslederna i hela Viksjö. Ett finmaskigt nät av gång- och cykelvägar löper dock genom hela Viksjö. Under 1950-talet tog detta planeringsideal form, då bilismen ökade. Genom gång- och cykelvägar skulle barnen tryggt kunna ta sig till skolor och förskolor. För bekvämt boende var bilen samtidigt nästan en förutsättning. Promenadvägar leder genom parkområdena ner till centrum och de olika skolorna. Kring Viksjöplan det finns affärer och annan service och där är flerfamiljshusen samlade. Villor, radhus och kedjehus ligger längre ut i området. Man har sparat mycket grönytor mellan de olika områdena och grönytorna som omger de ofta tätt bebyggda kvarteren är väl tilltagna. Exploateringen har skett kring såväl åkermarken som de mer svårbebyggda höjderna, vilket har bidragit till den rika variationen av hustyper i Viksjö. SIAB och Skånska Cement byggde även vägar och andra anläggningar. Inom kvarteren uppförde man likadana hus, vilket är specifikt för Viksjö. Genom att måla om husen i olika färger har många idag satt sin egen prägel.
Men vägnätet i Viksjöområdet blev inte vad man hade planerat. Från början var det meningen att dra Viksjöleden söderut och ansluta den med Hässelby Villastad och Lövsta. En annan väg, Sanduddsvägen, skulle gå i öst-västlig riktning från torpet Sandudden vid Skäftingebroarna och till Järfällaleden vid Veddesta. Den skulle gå ungefär via Vattenverksvägen, vid norr delen av Hummelmoravägen, Traktorvägen, Andebodavägen. Vid daghemmet, där Traktorvägen nu gör en tvär sväng, skulle denna väg ha fortsatt rakt fram.